# Orfelia williami
Orfelia williami är en tvåvingeart som först beskrevs av Shaw 1953.  Orfelia williami ingår i släktet Orfelia och familjen platthornsmyggor.
Artens utbredningsområde är Connecticut. Inga underarter finns listade i Catalogue of Life.